# Sara (Roman)
Sara (im Original: Bag of Bones) ist ein Roman des Schriftstellers Stephen King aus dem Jahr 1998. Erstveröffentlicht wurde er durch den Scribner Verlag im Jahre 1998. Die deutsche Übersetzung von Joachim Körber wurde durch den Heyne-Verlag noch im selben Jahr veröffentlicht.

## Inhalt
Michael Noonan, ein Schriftsteller, der gemeinsam mit seiner Frau Johanna (genannt Jo) am Dark Score Lake nahe Castle Rock ein Sommerhaus bewohnt, wird vom Schicksal schwer getroffen. Seine Frau wird auf dem Weg zu einer Drogerie Opfer eines geplatzten Aneurysmas und stirbt. Später erfährt Noonan, dass Jo zum Zeitpunkt ihres Todes bereits seit sieben Wochen schwanger gewesen ist, ohne ihm etwas davon erzählt zu haben. Der Schriftsteller erleidet eine Schreibblockade und ist infolge des Schocks über den Tod seiner Frau und seines ungeborenen Kinds traumatisiert.
In den nächsten vier Jahren gelingt es dem Autor nicht, etwas zu schreiben. Er wird von Träumen über sein Sommerhaus Sara Lacht geplagt und beschließt schließlich, den Dingen auf den Grund zu gehen. Im Sommerhaus (das nach der schwarzen Sängerin Sara Tidwell benannt war, die Anfang des 20. Jahrhunderts zusammen mit ihrer Band einige Jahre in der Gegend gelebt hatte) löst sich die Schreibblockade, gleichzeitig häufen sich jedoch unheimliche Begebenheiten; so hört Mike in der Nacht im leeren Haus ein Kind weinen, und Magnetbuchstaben an der Kühlschranktür formen merkwürdige Botschaften. Er erfährt erschreckende Dinge über den Ort, zu dem sein Haus gehört; beispielsweise hatte etwa 50 Jahre zuvor ein Mann sein zweijähriges Kind unter einer Wasserpumpe ertränkt. Außerdem stellt sich heraus, dass Jo einige Jahre zuvor ohne Mikes Wissen mehrere Besuche in der Umgebung von Sara Lacht unternommen und – zum Missfallen der Einheimischen – nach Informationen über die Vergangenheit des Hauses gesucht hat.
Gleich in den ersten Tagen seines Aufenthalts in Sara Lacht lernt Noonan die junge, schöne Witwe Mattie und ihr Kind Kyra kennen. Mattie liegt in einem erbitterten Streit mit ihrem Schwiegervater Max Devore, einem Computermogul, um das Sorgerecht für Kyra. Gegen den Multimillionär Devore erscheinen ihre Bemühungen zunächst aussichtslos, bis sich Noonan einschaltet, der für Mattie eine tiefere Zuneigung entwickelt, als er sich zunächst eingesteht.
Als Noonan und Devore sich am See begegnen, versucht Devore den Schriftsteller zu ermorden. Dies gelingt jedoch nicht, und Devore verübt später Selbstmord. Mattie, Kyra, Mike Noonan und ihre Helfer wollen den Sieg über den tyrannischen Devore mit einer Grillparty feiern. Doch dann wird Mattie ermordet, eine Tat, die Devore noch vor seinem Selbstmord in Auftrag gegeben hatte.
In einer Art von Trancezustand flieht Mike mit Kyra vor dem mittlerweile aufgezogenen Unwetter in Sara Lacht. Dort bereitet er sich darauf vor, Kyra in einer Badewanne zu ertränken, ohne dass ihm die Ungeheuerlichkeit seines Tuns bewusst wird. In einem kurzen lichten Moment bemerkt er, dass ihm der Geist seiner Frau Informationen über ein Versteck beim Haus zukommen lassen wollte. Er sucht das Versteck auf und findet die Wahrheit über das Schicksal von Sara Tidwell heraus: Die Sängerin hatte die Gegend nie verlassen, sondern war von ortsansässigen Raufbolden, darunter dem Urgroßvater von Devore, vergewaltigt und ermordet worden; gleichzeitig hatten dieselben Männer Saras Sohn Kito im See ertränkt. Saras Geist rächte sich, indem er über mehrere Generationen die leiblichen Nachkommen ihrer Mörder zwang, jeweils ein eigenes Kind (dessen Name mit K beginnt), zu ertränken. Außerdem erfährt Mike in dem Versteck, dass er mit einem der Mörder blutsverwandt ist, ein Sachverhalt, über den er selbst bis dahin nichts gewusst hatte.
Als Mike auf diese Art erkannt hat, dass Saras Geist ihn dazu treiben wollte, ihre Rache an Kyra zu erfüllen, setzt er sich zur Wehr und schafft es mithilfe des Geistes seiner Frau, den Fluch zu bannen.

## Wissenswertes
- Der Roman Sara wurde im Jahre 1999 mit dem bekannten amerikanischen Literaturpreisen Bram Stoker Award 1999 und Locus Award jeweils in den Kategorien bester Horrorroman ausgezeichnet.
- Bei einer Autogrammstunde in London äußerte sich King belustigt über die deutsche Übersetzung seines Titels Bag of Bones. Ihm ist nicht entgangen, dass seine Bücher in Deutschland oft in nur einem Wort übersetzt werden.
- Kings eigener Aussage zufolge stellt der bedrückende Traum von dem Haus eine Hommage an die Einleitung von Daphne du Mauriers Roman Rebecca dar.

## Verknüpfungen zu anderen Werken
- Der Roman selbst wird dem sogenannten Castle-Rock-Zyklus nur indirekt zugerechnet. Das dürfte daran liegen, dass King selbst den Zyklus mit der Veröffentlichung des Romans In einer kleinen Stadt für beendet erklärt hat. Weiterhin tauchen zwar Figuren aus Castle Rock auf, die Stadt selbst aber spielt keine Rolle.
- Die Hauptfigur Michael Noonan stellt – neben Thaddeus Beaumont aus dem Roman Stark – The Dark Half – wieder einmal ein Alter Ego des Autors King dar. So wird Noonan von der Kritik wenig beachtet, zählt aber zu den erfolgreichsten Schriftstellern überhaupt. Nur Thaddeus Beaumont hatte unter seinen Pseudonym George Stark mit dem fiktiven Roman Steel Machine Noonan daran gehindert, eine bessere Position in der Bestsellerliste zu erreichen. Wie King auch ist Michael Noonan ein durchaus Genre-orientierter Schriftsteller.
- Nach mehr als zwei Jahrzehnten kehrt Stephen King mit diesem Werk zu dem Thema des von unheimlichen Kräften bewohnten und beherrschten Hauses zurück, das er bereits in Shining (1977) aufgearbeitet hat. Trotzdem ist dieser Roman keine Kopie des frühen Buches, obwohl der Protagonist wieder ein Schriftsteller ist.
- Mike Noonan weiß vom Selbstmord des Schriftstellers Thad Beaumont (aus Stark – The Dark Half) zu berichten.
- Mike trifft in einer kurzen Szene auf Ralph Roberts, der seine Probleme versteht, da er selbst auch lange Zeit Schlaflos war.
- Der Apotheker Joe Wyzer, der Mikes Frau tot vorfindet, stand schon Ralph Roberts in Schlaflos mit Rat und Tat zur Seite.
- Mikes Frau las gerne Bücher von Bill Denbrough (Es).
- Mike Noonan verfasst während seines Aufenthaltes in Sara Lacht seinen neuen Roman Mein Jugendfreund. In diesem Roman heißt der Hauptcharakter Raymond Garraty, der auch schon in Todesmarsch, das Stephen King unter dem Pseudonym Richard Bachman veröffentlicht hat, als Hauptfigur zu finden ist.
- Am Ende des Buches redet Mike mit Sheriff Ridgewick über Alan Pangborn und dessen Frau Polly, die auch schon in Stark – The Dark Half und In einer kleinen Stadt eine Rolle spielten.

## TV-Adaption
2011 produzierte der US-Fernsehsender A&E Network den zweiteiligen Fernsehfilm Bag of Bones, die eine relativ dichte Umsetzung des Romanes darstellen soll. Die Drehbücher zu der Serie wurden von Matt Venne und Regisseur Mick Garris geschrieben. In den Hauptrollen sind Pierce Brosnan als Mike Noonan, Melissa George als Mattie, Matt Frewer als Sid Noonan und Jason Priestley zu sehen.